# سوزی شارپ
سوزی مارشال شارپ (به انگلیسی: Susie Marshall Sharp) - متولد ۷ ژوئیه ۱۹۰۷ ، درگذشته ۱ مارچ ۱۹۹۶ - یک حقوقدان آمریکایی بود که به عنوان اولین زن رئیس دیوان عالی در دیوان عالی کارولینا شمالی انجام وظیفه کرد. او اولین زن برای هدایت یک دیوان عالی در ایالات متحده نبود، اما اعتقاد داریم اولین زن انتخاب شده به چنین مقامی در یک ایالت مانند کارولینای شمالی می‌باشد که از طریق مردم به طور جداگانه از حقوقدانان انتخاب شده است. در سال ۱۹۶۵، لورنا ای. لاک وود اولین رئیس دیوان عالی در دیوان عالی یک ایالت شد، اما در آریزونا حقوقدانان دیوان عالی رئیس دیوان عالیشان را انتخاب می‌کنند. مجله تایم در ۶ ژانویه ۱۹۷۶ او را به عنوان یکی از زنان سال ۱۹۷۵ انتخاب کرد.